# Bernhard Schlippe
Bernhard Schlippe (* 4. Februar 1922 in Darmstadt; † 30. April 1998 in Lübeck; vollständiger Name: Bernhard Carl Joseph Konrad Schlippe) war ein deutscher Architekt und Denkmalpfleger.

## Ausbildung
Bernhard Schlippe war der einzige Sohn des Stadtbaudirektors Joseph Schlippe und dessen Ehefrau Maria Schlippe geborene Schimon (* 29. August 1896 in Essen; † 5. April 1986 in Breisach). Er verbrachte seine Kindheit zunächst in Darmstadt, wo sein Vater unterrichtete, später in Freiburg im Breisgau und wurde von seinen Eltern katholisch-humanistisch erzogen. Er legte 1940 am Friedrich-Gymnasium die Abiturprüfung ab und leistete danach seinen Arbeitsdienst.
1940/41 besuchte Schlippe für drei Trimester die Technische Hochschule Stuttgart. Danach wurde er zur Wehrmacht eingezogen und kämpfte unter anderem in Stalingrad, Frankreich, Italien und bei der Schlacht um Monte Cassino. Britische Soldaten nahmen ihn in Italien gefangen, wo er während der Haft trotzdem ein Semester an der deutschen Lagerhochschule Bellaria studieren konnte. Im November 1945 erreichte er Freiburg im Breisgau, wo er als Praktikant und Steinmetz an der Münsterbauhütte tätig wurde.
Ab 1946 studierte Schlippe Architektur an der Technischen Hochschule Darmstadt. Er beendete das Studium 1949 mit dem akademischen Grad Diplom-Ingenieur. Er konzentrierte sich während des Studiums auf Bau- und Kunstgeschichte und besuchte kunstgeschichtliche Vorlesungen aus einem breiten Themengebiet. Begleitend hierzu erstellte er umfangreiche kunsthistorische Studien. Ab 1949 erstellte er für zwei Freiburger Architekturbüros Entwürfe, übernahm als Angestellter Bauleitungen und gewann den Wettbewerb für die Freiburger Lortzingschule.
Während seiner Ausbildung als Referendar arbeitete Schlippe im Wiederaufbaubüro der Universitätskliniken Freiburg und an dem Neubau der katholischen Heilig-Geist-Kirche mit. 1953 legte er das 2. Staatsexamen im Hochbaufach ab. Danach arbeitete er als Bauassessor („Regierungsbaumeister“) und drei Jahre lang als freier Architekt. Während dieser Zeit widmete er sich erstmals der Denkmalpflege und übernahm die Sanierung und Restaurierung der Denkmäler am Münsterplatz 21, an Oberlinden 2, der Herrenstraße 17 und 19. Aufgrund dieser Arbeiten erhielt er einen Ruf des Lübecker Bausenators Adolf Ehrtmann.

## Wirken in Lübeck
Schlippe arbeitete ab dem November 1956 in Lübeck und war dort die erste Person, die sich hauptberuflich der Denkmalpflege annahm, die seinerzeit nicht als bedeutend erachtet wurde. Teile der Innenstadt waren nach den Luftangriffen vom Palmsonntag 1942 zerstört; andere Gebäude hätten jedoch wieder hergestellt werden können. Anstatt dies zu tun, waren historisch bedeutende Gebäude oder deren Fassaden und Keller komplett entfernt worden. Dies galt als Wiederaufbau, was andere später als die „zweite Zerstörung“ der Stadt bezeichneten. Sie ging auf den von Stadtbaudirektor Georg Münter erdachten „Münter-Plan“ zurück, der sich zwar auch zum Denkmalschutz bekannte, jedoch wirtschaftlichen Interessen und dem Autoverkehr den Vorrang eingeräumt hatte.
Schlippe wurde 1959 zum Stadtbauassessor, 1961 zum Städtischen Baurat und 1963 zum Leiter des neuen Amtes für Denkmalpflege ernannt. Er leitete somit die obere Denkmalschutzbehörde und war dem schleswig-holsteinischen Landesdenkmalpfleger nicht unter-, sondern gleichgestellt. Schlippe baute dieses Amt auf und passte es an die ständig zunehmenden Aufgaben an. 1963 wurde er zum Geschäftsführer des Arbeitskreises für Bau- und Kunstdenkmalpflege ernannt. In seinen Zuständigkeitsbereich vielen die Bauforschung, Inventarisierung, Denkmalpflege und die Objekt- und Ensembleerhaltung von Sakral- und Profanbauten. 1964 erhielt er einen Ruf als ständiges Mitglied des Arbeitskreises im Amt für Vor- und Frühgeschichte. 1965 wurde er zum Oberbaurat, 1976 zum städtischen Baudirektor ernannt.
In der Phase des Wiederaufbaus nach dem Zweiten Weltkrieg arbeitete Schlippe unter schwierigen Bedingungen. Anfang der 1970er Jahre gewann er an Autorität. Die Gesellschaft zur Beförderung gemeinnütziger Tätigkeit rief 1970 den Ausschuss zur Erhaltung Lübecker Baudenkmäler ins Leben. Schlippe initiierte einen Aufruf deutscher Landesdenkmalpfleger mit, mit dem das Lübecker Stadtensemble 1971 denen der Städte Florenz, Prag, Bern, Amsterdam und Brügge gleichgestellt werden sollte. Dabei wiesen sie darauf hin, dass die eigenen Mittel nicht ausreichten, um die Altstadt zu erhalten. Die 31. Hauptversammlung der deutschen UNESCO-Kommission bildete daher im Oktober 1971 eine Arbeitsgruppe, die sich der Sache annehmen sollte.
Danach half Schlippe ein öffentliches Kolloquium, das die Gesellschaft zur Beförderung gemeinnütziger Tätigkeit 1972 gemeinsam mit den Lübecker Nachrichten unter dem Titel „Rettet Lübeck“ initiierte. Die Lübecker Bürgerschaft traf drei Jahre später den Beschluss, die Lübecker Altstadt als einzigartiges Kulturdenkmal anzuerkennen. Schlippe hatte diese immer als „Gesamtkunstwerk“ erachtet. 1977 wurde sein Amt vom Bauamt getrennt und direkt dem Bürgermeister unterstellt, was Konflikte löste, die zwischen der Baubehörde und der Denkmalschutzbehörde entstanden waren. Schlippe arbeitete gut mit Bürgermeister Werner Kock zusammen und äußerst vertrauensvoll mit dessen Nachfolger Gustav-Robert Knüppel zusammen.
Während seiner Dienstzeit arbeitete Schlippe an zahlreichen Bauwerken mit. Er arbeitete eng mit der evangelisch-lutherischen Kirche zusammen und baute die zerstörten mittelalterlichen Kirchen der Altstadt wieder auf. Außerdem inventarisierte er die sakralen Kunstgegenstände der nicht zerstörten Kirchen der Altstadt und war für deren Pflege und Freilegung zuständig. Dazu zählte auch die Dorfkirche von Genin und die St.-Lorenz-Kirche in Travemünde. Besondere Verdienste erwarb er sich um Erhaltung, Wiederaufbau, Restaurierung und Sanierung von Profanbauten. Zahlreiche historische Bauwerke, so großbürgerliche Dielenhäuser und Ganghäuser, standen vor dem Zerfall. Schlippe beriet Hausbesitzer und Käufer freundlich und drohte nur selten mit gesetzlichen Vorschriften. Er nahm sich der Details an und arbeitete beharrlich, mitunter streng. Besonders erwähnenswert waren die Sanierung der Großen Petersgrube mit der Musikhochschule, die Instandsetzung des Chores des Lübecker Doms und des Domklosters.
Während Schlippes Dienstzeit beschwerten sich insbesondere Bürgerinitiativen über den Abriss von Denkmälern, die er aus ihrer Sicht hätte abwenden können. Dazu gehörte die Westseite der Mühlenstraße und die Bebauung der nördlichen oberen Fleischhauerstraße, bei der sich die Politiker gegen ihn durchsetzten. Die Bürgerinitiative Rettet Lübeck spornte ihn an, übte aber auch starke Kritik an seinem Schaffen und warf ihm vor, mitunter zu nachgiebig gewesen zu sein. Schlippe nutzte diese Kritik als diplomatisches Druckmittel in Auseinandersetzungen mit Investoren und Politikern, denen nicht an der Denkmalpflege gelegen war. Schlippe suchte in Konflikten nie die Öffentlichkeit, sondern arbeitete lieber still und beharrlich. Den Höhepunkt seines Schaffens stellte die Auszeichnung der Lübecker Altstadt als UNESCO-Welterbe dar, die kurz vor seiner Pensionierung stattfand.

## Familie
Schlippe war verheiratet mit Adelheid Lips-Ambs (* 24. Februar 1931 in Freiburg), mit der er eine Tochter und zwei Söhne hatte. Ihr Vater war der Handwerksmeister und Kommunalpolitiker Josef Lips-Ambs.